# Langkettenverzweigung
Als Langkettenverzweigung wird eine Seitenkette eines Polymermoleküls bezeichnet, die nur an wenigen Stellen im Molekül auftritt, also nicht an jeder Wiederholungseinheit, wie zum Beispiel die Methyl-Seitengruppe von Polypropylen, sondern typischerweise in Konzentrationen von 0,1 bis 100 Langkettenverzweigungen pro Polymermolekül. Langkettenverzweigungen sind Seitenketten, die als lang bezeichnet werden, das heißt deren Länge über einer bestimmten Mindestlänge liegt, die je nach Definition einen anderen Wert hat und die üblicherweise nicht näher quantifiziert ist. 
Sie unterscheiden sich damit von der Kurzkettenverzweigung, die eine genau definierte Länge hat und üblicherweise in höheren Konzentrationen vorkommt. Aufgrund ihrer geringen Konzentration haben Langkettenverzweigungen auf Festkörpereigenschaften, auch auf die Kristallinität nur einen sehr geringen Einfluss, spielen jedoch in der Verarbeitung eine wesentliche Rolle, da sie das rheologische Verhalten maßgeblich mitbestimmen.
Die Definitionen für die Mindestlänge einer Seitenkette, um eine Langkettenverzweigung zu sein, sind
- 6 Kohlenstoffatome bei Messungen mit NMR, da diese nicht zwischen Seitenketten mit 6 oder mehr Kohlenstoffatomen unterscheiden kann,
- die Verschlaufungsmolmasse bei Messungen mittels Rheologie, oberhalb der Seitenketten (also Langkettenverzweigungen) einen wesentlichen Einfluss auf das Materialverhalten in der Schmelze haben, was sich insbesondere durch die stärker ausgeprägte Strukturviskosität und die Dehnverfestigung von langkettenverzweigten Materialien ausdrückt, die beide für eine thermoplastische Verarbeitung vorteilhaft sind.

## Beispiele für langkettenverzweigte Polymere
- Polyethylen niedriger Dichte (LDPE)
- metallocenkatalysiertes Polyethylen (LCB-mLLDPE, einige Typen)
- Hohlkörperblastypen von Polycarbonat (einige Typen)
- hochschmelzefestes Polypropylen (HMS-PP)